# Sandra Guibert
Sandra Guibert (ur. 11 czerwca 1989 w Peru) – peruwiańska siatkarka, występująca na pozycji przyjmującej. Obecnie występuje w drużynie Universidad César Vallejo.